# 김룡린
김룡린(金龍麟, 1936년 7월 29일~2015년 6월 20일)은 조선민주주의인민공화국의 배우이다.
함경북도 회령군 풍산리에서 태어난 그는 평양연극영화대학 졸업 후 배우로서 활동하게 되었다.이후 《대지의 아들》을 시작으로 《유격대 오형제》, 《피바다》, 《꽃피는 마을》, 《로동가정》, 《꽃파는 처녀》 등의 작품에 출연하며 1979년에 인민배우의 칭호를 받았다.